# Armadilloniscus ornatocephalus
Armadilloniscus ornatocephalus là một loài chân đều trong họ Detonidae. Loài này được Lewis miêu tả khoa học năm 1992.